# FC Clydebank
Mehrere Fußballklubs aus der westschottischen Stadt Clydebank trugen seit 1885 den Namen FC Clydebank (oder Clydebank F.C.).
Das schottische Fußball-Ligensystem besteht aus mehreren unabhängigen Systemen (Senior Football, Junior Football, Amateur Football, Welfare Football), die sich im fußballerischen Niveau unterscheiden. Heute enthält der Senior Football unter anderem die höchste Liga, die Scottish Premier League, sowie die Scottish Football Leagues des Levels 2–4. Der Junior Football kann mit dem englischen Non-League Football verglichen werden. Es gibt allerdings keinen automatischen Aufstieg vom Junior Football in den Senior Football.
Zurzeit spielt der FC Clydebank in den Wettbewerben der Scottish Junior Football Association. Über lange Jahre waren allerdings Vorläufervereine im Senior Football vertreten. Diese Vorläufervereine waren:
1888–1895, 1899–1902
Dieser Klub nahm mehrmals am schottischen Cup-Wettbewerb teil. In der Saison 1890/91 erreichte der FC Clydebank die 3. Runde, in der der Erstligist FC Dumbarton die Endstation war. In den Jahren 1891–1893 spielte der FC Clydebank in der Liga der nur zwei Jahre existierenden Scottish Football Federation. Im Jahre 1895 löste sich der Club auf. Er wurde 1899 neugegründet und existierte kurzzeitig bis 1902. Der FC Clydebank dieser Jahre spielte im Hamilton Park.
1914–1931
Dieser Klub vertrat als erster die damals boomende Stadt Clydebank in der Scottish Football League. Direkt nach der Gründung wurde der FC Clydebank in die Division 2 aufgenommen und belegte in der Saison 1914/15 den 5. Platz unter 14 Mannschaften. Allerdings wurde die Division 2 in den Jahren 1915/16 bis 1920/21 wegen des Ersten Weltkriegs und seiner Folgen suspendiert. Nachdem der FC Clydebank zwei Jahre in einer Western League gespielt hatte, erfolgte jedoch 1917 wegen des Rückzugs mehrerer Mannschaften die Aufnahme in die Division 1. Der Klub konnte sich fünf Jahre in der ersten schottischen Liga behaupten. Das beste Ergebnis war der 5. Platz von 22 Mannschaften in der Saison 1919/20. In der Saison 1921/22 belegte der FC den 22. und letzten Platz, so dass er in die nun wieder existierende Division 2 abstieg. In den Folgejahren pendelte der FC Clydebank zwischen den Divisionen 1 und 2. 1923 und 1925 stieg er auf, 1924 und 1926 wieder ab. Von 1926 bis 1931 verblieb er in der Division 2. Im Jahre 1931 löste sich der Klub wegen finanzieller Schwierigkeiten auf.
Dieser FC Clydebank spielte in Clydeholm-Stadion, das neben Fußball auch für Hunderennen genutzt wurde. Das letzte Hunderennen im Stadion fand 1963 statt. Später wurde auf dem Gelände ein Shopping-Center errichtet.
In der Saison 1923/24 spielte Jimmy McGrory für den FC Clydebank. Der schottische Rekordtorschütze erzielte 13 Tore in 30 Spielen für den FC Clydebank. Unter anderem traf er auch beim sensationellen 2:1-Sieg gegen seinen Stammverein Celtic Glasgow.
1965–2002
Der Junior Football-Klub Clydebank Juniors F.C. fusionierte 1964 mit dem FC East Stirlingshire zum E.S. Clydebank und spielte 1964/65 in der Division 2. Nach dieser Saison kehrte der Klub unter dem alten Namen wieder in seine Heimatstadt Falkirk zurück. Daraufhin wurde ein neuer FC Clydebank gegründet. Er spielte ab 1966 insgesamt 36 Jahre im Senior Football, davon 3 Jahre (1977–78, 1985–87) in der 1. Liga, 29 Jahre (1966–75, 1976–77, 1978–85, 1987–97, 1998–2000) in der 2. Liga und 4 Jahre in der 3. Liga (1975–76, 1997–98, 2000–02).
Nationalspieler, die für den Klub aktiv waren, waren Terry Butcher (England), Gary Teale (Schottland) sowie Tommy Cowne und Owen Coyle (beide Irland).
Der Klub spielte zunächst im New Kilbowie-Stadion, einem der ersten Stadien mit ausschließlich Sitzplätzen. Dieses Stadion ist mit dem Niedergang des Klubs verbunden. 1996 wurde es verkauft. Ein neues Stadion sollte in Clydebank errichtet werden, was aber nicht gelang. Der Klub musste deshalb mehrere Jahre in anderen Orten spielen (Dumbarton und Greenock), was sich negativ auf die Unterstützung auswirkte. Der Klub wurde an einen Geschäftsmann verkauft. Ein Umzug in andere Orte scheiterte. Im Jahre 2002 wurden die restlichen Werte an Airdrie United verkauft, das den Platz des FC Clydebank ab der Saison 2002/03 einnahm. Im Jahre 2013 wurde Airdrie United in Airdrieonians FC zurückbenannt.
Anhänger des FC Clydebank gründeten daraufhin den heutigen Junior Football-Klub Clydebank F.C. im Jahre 2003.